# Ешленд (Пенсільванія)
Ешленд (англ. Ashland) — місто (англ. borough) в США, в округах Скайлкілл і Колумбія штату Пенсільванія. Населення — 2471 особа (2020).

## Географія
Ешленд розташований за координатами 40°46′52″ пн. ш. 76°20′42″ зх. д. / 40.78111° пн. ш. 76.34500° зх. д. (40.781106, -76.345046).  За даними Бюро перепису населення США в 2010 році місто мало площу 4,29 км², уся площа — суходіл.

## Демографія
Згідно з переписом 2010 року, у селищі мешкало 2817 осіб у 1301 домогосподарстві у складі 776 родин. Густота населення становила 656 осіб/км².  Було 1677 помешкань (391/км²).
Расовий склад населення:
| - 98,2 % — білих - 0,3 % — азіатів - 0,2 % — чорних або афроамериканців - 0,1 % — корінних американців |

До двох чи більше рас належало 1,0 %. Частка іспаномовних становила 1,0 % від усіх жителів.
За віковим діапазоном населення розподілялося таким чином: 18,6 % — особи молодші 18 років, 62,0 % — особи у віці 18—64 років, 19,4 % — особи у віці 65 років та старші. Медіана віку мешканця становила 44,3 року. На 100 осіб жіночої статі у селищі припадало 94,5 чоловіків;  на 100 жінок у віці від 18 років та старших — 89,7 чоловіків також старших 18 років.
Середній дохід на одне домашнє господарство  становив 44 136 доларів США (медіана — 34 132), а середній дохід на одну сім'ю — 59 153 долари (медіана — 51 645). Медіана доходів становила 42 500 доларів для чоловіків та 34 063 долари для жінок. За межею бідності перебувало 19,9 % осіб, у тому числі 32,0 % дітей у віці до 18 років та 11,1 % осіб у віці 65 років та старших.
Цивільне працевлаштоване населення становило 1146 осіб. Основні галузі зайнятості: освіта, охорона здоров'я та соціальна допомога — 28,7 %, виробництво — 24,9 %, роздрібна торгівля — 18,1 %.